# استقلال كرواتيا

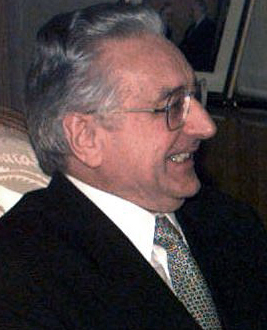
أول رئيس لدولة كرواتيا بعد إستقلال البلاد عن يوغوسلافيا

كان استقلال كرواتيا عملية بدأت مع التغييرات في النظام السياسي والتغييرات الدستورية في عام 1990 التي حولت جمهورية كرواتيا الاشتراكية إلى جمهورية كرواتيا، والتي بدورها أعلنت دستور الميلاد، وأجرت استفتاء الاستقلال الكرواتي عام 1991.
بعد إعلان البلاد الاستقلال رسميًا في يونيو 1991 وتفكيك ارتباطها مع يوغوسلافيا، أعلنت تعليقًا للقرار مدته ثلاثة أشهر عندما حثتها الجماعة الاقتصادية الأوروبية ومؤتمر الأمن والتعاون في أوروبا على فعل ذلك. خلال ذلك الوقت بدأت حرب الاستقلال الكرواتية.
في 8 أكتوبر 1991، قطع البرلمان الكرواتي جميع العلاقات المتبقية مع يوغوسلافيا. كان على لجنة بادينتير التحكيمية التبت في هذه المسألة. أخيرًا، اعتُرف باستقلال كرواتيا دوليًا في يناير عام 1992، عندما منحت  الجماعة الاقتصادية الأوروبية والأمم المتحدة كرواتيا الاعتراف الدبلوماسي، وقُبلت دولةً في الأمم المتحدة بعد ذلك بوقت قصير.

## معلومات أساسية
خلال الحرب العالمية الثانية في الفترة الممتدة بين عامي 1941 – 1945، أُنشئت كرواتيا لتكون دولةً دمية تحت اسم دولة كرواتيا المستقلة، التي تحكمها منظمة أوستاشا الفاشية المتطرفة قوميًا، بدعم من ألمانيا النازية وإيطاليا الفاشية داخل أراضي مملكة يوغوسلافيا. من عام 1945 أصبحت كيانًا اشتراكيًا اتحاديًا من جمهورية يوغوسلافيا الاشتراكية الاتحادية، وهي دولة حزب واحد أدارتها عصبة شيوعيي كرواتيا وأُنشئت في نهاية الحرب العالمية الثانية في يوغوسلافيا. تمتعت كرواتيا بدرجة من الحكم الذاتي داخل الاتحاد اليوغوسلافي. في مطلع سبعينيات القرن العشرين، قمعت القيادة اليوغوسلافية حركة احتجاج وطنية كرواتية سُميت بالربيع الكرواتي. ومع ذلك، أعطى الدستور اليوغوسلافي لعام 1974 مزيدًا من الاستقلالية للكيانات الفيدرالية، مما أدى جوهريًا إلى تحقيق هدف الربيع الكرواتي وتوفير أساس قانوني لاستقلال الكيانات الفيدرالية.
في ثمانينيات القرن العشرين، تدهور الوضع السياسي في يوغوسلافيا، مع توتر وطني أُججته عام 1986 المذكرة الصربية سانو، وانقلابات عام 1989 في فويفودينا وكوسوفو والجبل الأسود. عندما بدأت سلوفينيا وكرواتيا في السعي للحصول على قدر أكبر من الحكم الذاتي داخل الاتحاد، بما في ذلك المكانة الكونفدرالية وحتى الاستقلال الكامل، بدأت الأفكار القومية في النمو داخل صفوف عصبة الشيوعيين التي لا تزال حاكمة. مع صعود سلوبودان ميلوشيفيتش إلى السلطة في صربيا، أيدت خطبه استمرار دولة يوغوسلافية موحدة – دولة تتركز فيها كل السلطات في بلغراد. في مارس 1989، تعمقت الأزمة في يوغوسلافيا بعد اعتماد تعديلات الدستور الصربي التي سمحت للحكومة الجمهورية الصربية إعادة تأكيد سلطتها النافذة على مقاطعتي كوسوفو وفويفودينا المستقلتان. حتى ذلك الوقت، شُرّع عدد من القرارات السياسية من داخل هذه المقاطعات، وكان لهم حق التصويت على مستوى الرئاسة الفيدرالية اليوغوسلافية (6 أعضاء من الجمهوريات و2 من المقاطعات المتمتعة بالحكم الذاتي). أشار ميلوشيفيتش في خطاب غازيمستان، الذي ألقاه في 28 يونيو 1989، إلى «المعارك والمشاحنات» الحالية، قائلًا إنه على الرغم من عدم وجود معارك مسلحة حاليًا، إلا أنه لا يمكن استبعاد هذا الاحتمال بعد. أصبح الوضع السياسي العام أكثر توترًا عندما تعاون فويسلاف سيسلي علنًا في عام 1989 مع مومتشيلو دجويتش، زعيم التشيتنيك في الحرب العالمية الثانية. بعد سنوات، شهد زعيم الصرب الكرواتي ميلان بابيتش أن مومتشيلو دجويتش قد دعم الصرب ماليًا في كرواتيا في تسعينيات القرن العشرين. من ناحية أخرى، أجرى فرانيو تودجمان زيارات دولية في أواخر ثمانينيات القرن العشرين من أجل حشد دعم الشتات الكرواتي للقضية الوطنية الكرواتية.